# 巴黎左岸街区
巴黎左岸街区（法語：Quartier Paris Rive Gauche）或称密特朗图书馆街区（法語：Quartier de la Bibliothèque François-Mitterrand）是法国巴黎十三区的一个协议开发区（法語：Zone d'aménagement concerté）。区域为奥斯特利茨站、塞纳河与环城公路合围的区域。

## 历史
在20世纪90年代初，这个区域主要是部分荒废了的工业区、由法国铁路公司冷库改建成的艺术区、铁路设施（包括经营人车同行的托比亚克火车站）以及部分住宅楼。
1991年，巴黎市议会通过了“塞纳河左岸”（自1996年更名为巴黎左岸）协议开发区的发展计划，这也是希拉克担任巴黎市长时期的最后一个大规模工程。
第一批住宅于1996年交付。同年，法国国家图书馆和戴高乐桥也投入使用。第一批商业于1997年开业。然后1998年地铁14号线开通，第一批公司开始进驻。2000年，开发区南区开工。法兰西大道一期也在2001通车。随后到来的是2002年投用的托马斯·曼初中，2003年开门的图象城与MK2电影院。随后的几年，一大批写字楼也投入使用。
2006年7月，由Dietmar Feichtinger设计的西蒙·波娃行人桥和约瑟芬·贝克游泳馆投用。
2012年6月，原巴黎七大（现巴黎大学）的校园开放，国立东方语言文化学院和语言文明大学图书馆共同构成了世界语言与文明中心。
自2012年开始，时尚与设计城使用奥斯特利茨港的综合商店的土地建设了基地。

## 建设中的工程
- 奥斯特利茨火车站改造
- Duo双塔